# Alkacymetria
Alkacymetria – jeden z ważniejszych działów analizy miareczkowej, zwanej też analizą objętościową, w którym ustala się dokładne stężenie kwasów lub zasad poprzez miareczkowanie roztworów z użyciem odpowiednio zasad lub kwasów. W trakcie miareczkowania alkacymetrycznego zachodzi reakcja zobojętniania, która prowadzi do zmian pH mieszaniny. Zmiany te rejestruje się z użyciem chemicznych wskaźników pH, lub pH-metrów.
Metody alkacymetryczne stosuje się powszechnie do oznaczania kwasów i zasad, zarówno organicznych jak i nieorganicznych. Metodę tę cechuje szybkość i prostota wykonania. Alkacymetria stanowi podstawę kontroli analitycznej produkcji kwasu siarkowego, azotowego, fosforowego, wodorotlenku sodu i innych produktów wielkoprzemysłowych. Wiele materiałów ze względu na późniejsze zastosowanie nie może zawierać kwaśnych składników. Oznaczanie ich metodami alkalimetrycznymi pozwala wydać opinię, czy dany produkt nadaje się do określonego zastosowania.

## Podział metod alkacymetrycznych
Alkacymetria dzieli się generalnie na: 
- alkalimetrię (ar. al-kali, "substancja zasadowa"; gr. metréō "mierzę") – oznaczanie w roztworze zawartości kwasów za pomocą miareczkowania mianowanym roztworem zasady,
- acydymetrię (łac. acidus "kwaśny"; gr. metréō "mierzę") – oznaczanie ilości zawartych w badanym roztworze zasad za pomocą miareczkowania mianowanym roztworem kwasu.

W praktyce alkacymetrii wyróżnia się trzy typy miareczkowania: 
- miareczkowanie mocnych kwasów i mocnych zasad,
- miareczkowanie słabych kwasów i słabych zasad,
- miareczkowanie kwasów i zasad o różnej mocy.

We wszystkich przypadkach titrantem (roztworem wkraplanym) jest roztwór mocnego kwasu lub mocnej zasady. Nie stosuje się miareczkowania roztworami słabych kwasów bądź słabych zasad. 
Należy też wspomnieć o tak zwanym współczynniku równoważności, który oblicza się dla kwasów i zasad biorących udział w miareczkowaniu, aby później można było wyznaczyć stężenie oznaczanego składnika. Współczynnik równoważności jest stosunkiem stałych dysocjacji składników podzielonych przez ich masę cząsteczkową.

## Rodzaje reakcji alkacymetrycznych.

### Reakcje mocnych kwasów z mocnymi zasadami
Podczas miareczkowania roztworów mocnych kwasów roztworami mocnych zasad i odwrotnie, zmienia się w pewien ciągły sposób stężenie jonów hydroniowych (H3O+). Zmiany te można przedstawić graficznie za pomocą krzywej miareczkowania. Krzywe te wykreślane są w układzie współrzędnych: na osi odciętych odłożona jest objętość roztworu miareczkującego (zobojętniającego), na osi rzędnych odłożona jest wartość pH roztworu w danym punkcie miareczkowania. Na krzywej można zaobserwować, że pH oznaczanego roztworu (mocnego kwasu lub mocnej zasady) zmienia się podczas miareczkowania nieznacznie i dopiero w pobliżu punktu równoważności następuje gwałtowny skok tej wartości. Duży skok pH w okolicy w punkcie równoważności, któremu odpowiada pH = 7, a więc odczyn obojętny, jest charakterystyczny dla tej właśnie reakcji.

### Reakcje słabych kwasów z mocnymi zasadami
Zmiany pH zachodzące podczas miareczkowania słabych kwasów mocnymi zasadami, na przykład kwasu octowego wodorotlenkiem sodu, są podobne do zmian zachodzących we wcześniej omawianym przypadku, z tą różnicą, że punkt równoważności w tych reakcjach znajduje się między pH=8–9. Jest to spowodowane tym, że w punkcie tym powstaje sól o odczynie zasadowym (w omawianym przypadku jest to octan sodu). Górny przebieg krzywej miareczkowania jest analogiczny jak w poprzednim przypadku. Dodawanie nadmiaru zasady po osiągnięciu punktu równoważności wywołuje już tylko nieznaczne zmiany pH.

### Reakcje mocnych kwasów ze słabymi zasadami
Podczas miareczkowania słabej zasady mocnym kwasem krzywa miareczkowania przebiega odwrotnie niż w poprzednich przypadkach. Zaczyna się ona przy wyższym pH i kończy przy pH niewielkim. Skok krzywej obserwuje się w okolicach pH= 7–4, a punkt równoważności jest położony poniżej pH=7. W wyniku miareczkowania powstaje sól mocnego kwasu i słabej zasady, która ma odczyn kwaśny.
Reakcja słabego kwasu ze słabą zasadą nie znajduje praktycznego zastosowania, gdyż punkt końcowy jest niewyraźny i trudny do uchwycenia. Słabe kwasy z ich solami(sól słabego kwasu i mocnej zasady) oraz słabe zasady z ich solami
(sól słabej zasady i mocnego kwasu) tworzą tzw. bufory pH.

## Miareczkowanie w środowisku niewodnym
Miareczkowanie alkacymetryczne mocnych, nieorganicznych kwasów i zasad prowadzi się najczęściej w roztworach wodnych. Słabe kwasy i zasady nie mogą być jednak miareczkowane w roztworach wodnych. Nie można też miareczkować w ten sposób wielu kwasów organicznych, które są słabo rozpuszczalne w wodzie.
Dynamiczny rozwój przemysłu organicznego oraz farmaceutycznego, wpłynął na rozwój metod miareczkowania w środowiskach niewodnych i wykorzystania ich do oznaczania organicznych kwasów i zasad. Podstawą miareczkowania w środowisku niewodnym jest teoria Brønsteda kwasów wyjaśniająca równowagi kwasowo-zasadowe w różnych rozpuszczalnikach. Rozpuszczalniki dobiera się, więc tak, aby miareczkowany kwas lub zasada były w tym środowisku dostatecznie mocne. 
Rozpuszczalniki stosowane w tym typie miareczkowania dzieli się na:
- aprotonowe niepolarne (węglowodory, chlorowcopochodne węglowodorów) – wykazują właściwości różnicujące moc kwasów i zasad, dlatego są często stosowane jako składniki rozpuszczalników mieszanych; nie wykazują one właściwości zwiększających moc kwasów i zasad.
- różnicujące - aprotonowe ale polarne - (aceton, nitrometan) – nie biorą udziału w reakcji, lecz wpływają w znacznym stopniu na wzajemny stosunek mocy rozpuszczonych w nich kwasów i zasad.
- wyrównujące (np. kwas mrówkowy) – kwasy i zasady różniące się znacznie mocą wykazują w nich zbliżoną moc
- protonodonorowe (np. kwas octowy) – reagują z rozpuszczonymi w nich zasadami zwiększając względnie ich moc i ułatwiając miareczkowanie.
- protonoakceptorowe (np. n-butyloamina, etylenodiamina) – reagują z rozpuszczonymi w nich kwasami znacznie podnosząc ich względną moc.
- amfiprotyczne (alkohole) – które nie różnią się od wody pod względem wpływu na reakcje kwas-zasada, więc stosuje się je, gdy produkty lub substraty reakcji są nierozpuszczalne w wodzie, a rozpuszczalne w alkoholach.
- mieszane – stosuje się, gdy istnieje potrzeba połączenia właściwości kilku rozpuszczalników.

## Wskaźniki stosowane w alkacymetrii
Pomiar wartości pH roztworu jest jednym z podstawowych pomiarów wykonywanych stale w toku prac chemicznych. Pomiar wykonuje się bądź metodą instrumentalną bądź wizualną, na podstawie obserwacji barwy odpowiednich wskaźników. 
Chemicznymi wskaźnikami pH są słabe kwasy lub słabe zasady organiczne, które reagując z wodą tworzą układy sprzężone kwas-zasada. Wskaźniki te dzieli się na: 
- dwubarwne, np. oranż metylowy, gdzie obie jego formy mają określoną, ale różną barwę; wprowadzając do roztworu wskaźnik dwubarwny obserwuje się zabarwienie właściwe dla kwasu lub sprzężonej zasady albo też zabarwienie przejściowe, świadczące o obecności obu postaci obok siebie; zmianę zabarwienia takiego wskaźnika można wychwycić wzrokowo gdy około 10% przejdzie w postać inaczej zabarwioną, co jednak wymaga sporego doświadczenia lub stosowania kolorymetrii; zaletą wskaźników dwubarwnych jest to, że pH, przy którym następuje zmiana ich barwy nie zależy od ich stężenia w środowisku reakcji
- jednobarwne, np. fenoloftaleina, gdzie tylko jedna forma ma barwę, a druga jest całkowicie bezbarwna; we wskaźnikach jednobarwnych barwa pojawia się nagle przy ściśle określonym pH, które można obliczyć, jednakże stężenie wskaźników jednobarwnych ma zasadniczy wpływ na to, w jakim przedziale pH nastąpi zmiana zabarwienia, trzeba je zatem dokładnie odmierzać.

Wskaźniki zarówno jednobarwne jak i dwubarwne można stosować same lub w mieszaninie z obojętnymi barwnikami, które pozwalają lepiej zaobserwować zmiany barwy – są to wskaźniki mieszane. Stosuje się też mieszaniny wskaźników, które zmieniają barwę w szerokim zakresie pH i pozwalają na szybkie, orientacyjne określenie pH. Są to wskaźniki uniwersalne. Muszą one też być zaopatrzone w skalę barw odpowiadających określonym wartościom pH. W przypadku, gdy roztwór jest zabarwiony stosuje się wskaźniki fluorescencyjne, które zmieniają barwę fluorescencji lub zaczynają fluoryzować przy określonym pH.
Wskaźniki pH stosuje się w postaci roztworów wodnych lub etanolowych oraz w postaci papierków wskaźnikowych, czyli wąskich pasków bibuły nasyconych roztworem wskaźnika. Najczęściej stosowane są papierki wskaźnikowe nasycone wskaźnikiem uniwersalnym. 
Na działanie wskaźników zasadniczy wpływ mają:
- temperatura roztworów używanych do miareczkowania;
- obecność w roztworach rozpuszczalników organicznych;
- obecność w roztworze substancji koloidalnych, zwłaszcza białek, które mogą wywołać adsorpcję wskaźnika na koloidzie lub tworzyć z nim kompleksy.

Oprócz chemicznych wskaźników pH stosuje się też metody instrumentalne do których można zaliczyć:
- pH-metrię
- polarymetrię
- konduktometrię
- kulometrię